# The Amalgamut
The Amalgamut è il terzo album in studio del gruppo musicale statunitense Filter, pubblicato nel 2002.

## Tracce
1. You Walk Away – 4:36
2. American Cliché – 3:37
3. Where Do We Go from Here – 5:34
4. Columind – 3:36
5. The Missing – 4:46
6. The Only Way (Is the Wrong Way) – 5:13
7. My Long Walk to Jail – 4:07
8. So I Quit – 3:23
9. God Damn Me – 4:15
10. It Can Never Be the Same – 4:32
11. World Today – 5:50
12. The 4th – 8:07

## Formazione
- Richard Patrick - voce, chitarra, programmazioni
- Geno Lenardo - chitarra, basso, programmazioni
- Frank Cavanagh - basso
- Steven Gills - batteria